# Francuske Predalpe
Francuske Predalpe su  skupina subalpskog planinskog lanca srednje visine smještene neposredno pored zapadnog dijela francuskih Alpa. 

## Geografski položaj
Francuske Predalpe se nalaze u istočnoj Francuskoj i protežu se od Ženevskog jezera; u smjeru jugozapada do rijeka Isère i Drôme; istočno do linije koja vodi od Chamonixa, do Albertvillea, Grenobla, Gapa i Barcelonettea; te južno od Grassea do Vence.

## Sjeverna subalpska regija
U sjevernim subalpskim regijama različiti se planinski vijenci lako prepoznaju prema konfiguraciji terena i zemljopisnim rascjepima, kao što je Voreppeska klisura između Vercora i Chartreusea, ili Chambérya, koji se smjestio u dolini između masiva Baugesa i  
planinskog vijenca Chartrousa. 

## Južna subalpska regija
U južnim subalpskim regijama planinski vijenci su uglavnom geografski neorganizirani i nemaju široke i/ili duboke doline koje ih dijele kao na sjeveru.
Toj skupini pripadaju i tri područja koja ne graniče međusobno, ali ni direktno sa sjevernim subalpskim regijama i tradicionalno se nazivaju Južne francuske Predalpe: 
Alpilles, Mont Sainte-Victoire i Sainte-Baume.

## Predalpski masivi
Francuske Predalpe sastoje se od sljedećih masiva (od sjevera do juga):
- Chablais - Haut-Giffre;[22]
- Terminals - Aravis;[23]
- Bauges;[18]
- Chartreuse;
- Vercors,[24]  još nazivan i Francuski Dolomiti  ;
- Dévoluy - Bochaine;[25]
- Diois - Baronnies;[26]
- Monts de Vaucluse[27] - Luberon;[28]
- Predalpe Dignea;[29]
- Castellanske Predalpe;
- Predalpe Nice;[30]

kao i od sljedećih masiva:
- Mercantour[31] - nacionalni park;
- Trois-Évêchés[32]  ;
- Pelat.[33]

Na predalpskim planinama izdvaja se nekoliko mitskih vrhova:
- Planina Ventoux,[34] nadimak Velikan iz Provanse,  1.912 mnv

- Planina Aiguille,[35][36] Planina Igla, ostaci vapnenačke visoravni Vercors[24] koja ima prepoznatljiv ravni plato na svome vrhu, 2.087 mnv.